# Hemerophanes triphyes
Hemerophanes triphyes är en fjärilsart som beskrevs av Collenette 1954. Hemerophanes triphyes ingår i släktet Hemerophanes och familjen tofsspinnare. Inga underarter finns listade i Catalogue of Life.